# Stamnodes coenonymphata
Stamnodes coenonymphata är en fjärilsart som beskrevs av George Duryea Hulst 1900. Stamnodes coenonymphata ingår i släktet Stamnodes och familjen mätare. Inga underarter finns listade i Catalogue of Life.